# Ryōsuke Ōhashi

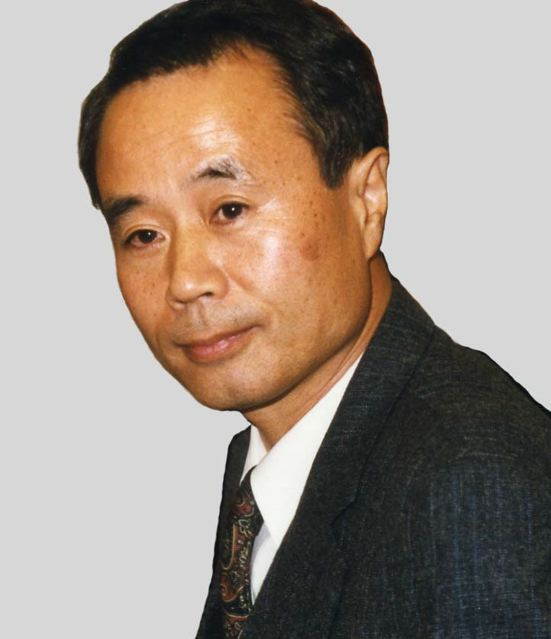
Ryōsuke Ōhashi (1997)

Ryōsuke Ōhashi (jap. 大橋 良介, Ōhashi Ryōsuke; * 8. Februar 1944 in Kyōto) ist ein japanischer Gegenwartsphilosoph mit Beiträgen in den Bereichen Phänomenologie, Ästhetik, Kulturphilosophie, Religionsphilosophie, Deutscher Idealismus, Heidegger, japanische durch den Buddhismus orientierte Philosophie.

## Leben
Ōhashi wurde 1944 in Kyōto als Sohn eines Mathematiklehrers geboren. Die ersten 25 Jahre seines Lebens lebte er mit seiner Familie in der asketischen Kommune Ittōen in Yamashina am östlichen Stadtrand von Kyōto. Von 1965 bis 1969 studierte er Philosophie an der staatlichen Universität Kyōto und von 1969 bis 1973 an der Ludwig-Maximilians-Universität München, wo er 1974 mit der Arbeit „Ekstase und Gelassenheit – Zu Schelling und Heidegger“ summa cum laude promoviert wurde. 1983 habilitierte sich Ōhashi als erster Japaner im Fach Philosophie in Deutschland an der Julius-Maximilians-Universität Würzburg, wo ihn viele philosophische Gespräche mit Heinrich Rombach verbanden. Als Professor für Philosophie lehrte Ōhashi von 1975 bis 1985 an der Medizinischen Universität Shiga in Ōtsu, von 1985 bis 2003 an der Technischen Universität Kyōto. Im Juli 1990 wurde er mit dem Philipp Franz von Siebold-Preis ausgezeichnet und im März 1996 erhielt Ōhashi die Humboldt-Medaille. Von 2003 bis 2007 lehrte er an der Universität Osaka (Handai) Ästhetik und Kunstphilosophie und nach seiner Emeritierung in den Jahren 2007 bis 2010 Philosophie an der buddhistischen Ryūkoku-Universität in Kyōto. Darüber hinaus war er Gastprofessor an den Universitäten Köln, Wien, Hildesheim und Tübingen. Zahlreiche Vorträge in Deutschland, Frankreich, Italien, den USA, Taiwan, Hong Kong, Iran und Brasilien. 1997/98 war Ōhashi Fellow am Wissenschaftskolleg zu Berlin, 2010/11 am Kolleg Friedrich Nietzsche und am Kolleg Morphomata der Universität Köln; 2013/14 Fellow im Forschungsinstitut für Philosophie Hannover. Seit 2014 ist er Direktor des Japanisch-Deutschen Kulturinstituts (Kyoto).

## Philosophisches Werk
Ōhashi ist Enkelschüler von Keiji Nishitani und Martin Heidegger und war Schüler u. a. von Kōichi Tsujimura und Shizuteru Ueda sowie von Max Müller. Er gehört der zu Anfang des 20. Jahrhunderts entstandenen Kyōto-Schule an, einer Schulrichtung der Philosophie in Japan. Nach dem philosophischen Sinne dieser Schule, der systematischen Auseinandersetzung der japanischen mit der westlichen Geistestradition, sind Ōhashis Arbeiten und Forschungen ausgerichtet. So geht es ihm seit seiner Dissertation über Schelling und Heidegger um eine interkulturelle-philosophische Begegnung des westlichen und des fernöstlichen Denkens. Bereits vor seiner Dissertation erschloss sich ihm diese Thematik, als er zu Beginn seines Studiums auf die Werke Heideggers stieß. Die interkulturell-philosophische Begegnung des westlichen und des fernöstlichen Denkens bedeutet bei Ōhashi erst einmal, das Andere als das Andere und nicht als das von mir vorgestellte Andere zu erfahren. Ōhashi verweist in diesem Zusammenhang auch auf die in der Sprache geborgene Erfahrung. Worte, grammatische Weltsichten, Gedanken, Begriffe oder mythische Vorstellungen in die „eigene Sprache“ zu übersetzen, kann nur dann gelingen, wenn sich diese Sprache so moduliert und weitet, dass sie sich dem Anderen öffnet und angleicht und nicht auf dem umgekehrten Weg des krampfhaften Versuchs, das Andere in die Begriffe des eigenen Systems zu pressen und dies dann als Übersetzung auszugeben. Genau diese Thematik hatte er bereits im Bezug zu seiner Arbeit über Heidegger angesprochen und führt als Beispiel Heidegger an, der die Frage nach dem „Sein“ als Grundproblem des abendländischen Denkens ausführte. Auf Deutsch kann das Substantiv „Sein“ auch als Verb verwendet werden, und Heidegger sagt, wenn das Wort „Sein“ verschwindet, so können wir nicht sprechen und folglich nicht verstehen. So ist das Wort „Sein“ entscheidend. In der japanischen Sprache gibt es aber verschiedene Übersetzungen für das Wort „Sein“, je nachdem, wovon gesprochen wird (z. B. über Sachverhalte oder Ereignisse, die Unbelebtes betreffen, oder solche, die Lebewesen betreffen), und das Chinesische braucht überhaupt kein Wort für die Kopula „sein“ (ist). Durch die notgedrungene Übersetzung gehe also etwas Entscheidendes verloren, was im deutschen Wort „Sein“ impliziert wird.
Ōhashi hat einige Bücher, insbesondere im Rahmen seiner Tätigkeit als Mitherausgeber der japanischen Heidegger-Gesamtausgabe, aus dem Deutschen ins Japanische übersetzt; daneben auch einige zentrale Bücher v. a. aus der zen-buddhistischen Tradition aus dem Japanischen in Deutsche. Seit 1974 hat Ōhashi in deutscher wie in japanischer Sprache und darüber hinaus u. a. auf Englisch, Französisch und in weiteren Sprachen zahlreiche philosophische und ästhetische Werke publiziert. Seine deutschsprachigen Schriften arbeitet er in der Regel selbst in deutscher Sprache aus und übersetzt sie nicht nachträglich aus einer japanischen Vorlage oder lässt sie durch andere übersetzen. So ist ein japanisch-deutsches Doppel-Oeuvre entstanden, in dem zahlreiche Texte nur entweder in deutscher oder in japanischer Sprache vorliegen, während es von einigen Werken autorisierte Fassungen in beiden Sprachen gibt, die aber nicht immer in allen Teilen übereinstimmen. Sein deutscher Schüler Rolf Elberfeld hat die besondere Stellung Ōhashis im Verhältnis zur japanischen wie zur deutschsprachigen Tradition der Philosophie charakterisiert, indem er feststellt: "Sein Denken lässt sich nicht festlegen auf eine 'japanische' oder 'deutsche' Identität. Es entfaltet sich vielmehr in einem Hin- und Herwandern zwischen verschiedenen Kulturen, wobei die Verschiedenheit der beiden Arbeitssprachen immer wieder Anlass philosophischer Reflexionen ist."

### Phänomenologie
Teilweise unter der Berücksichtigung der Heideggerschen Sicht und in Auseinandersetzung mit Hegel, aber vorwiegend im Anschluss an den „Ortsgedanken“ Nishidas, erarbeitete Ohashi eine „Phänomenologie des Ortes“ und stellt mit seiner Habilitationsschrift „Zeitlichkeitsanalyse der Hegelschen Logik“ diese in einen neuen philosophischen Kontext, als er diese als Sinneslehre auffasst. Ryōsuke Ōhashi argumentiert, dass Hegels explizite Behandlung der Zeit eine implizite Idee der „ursprünglichen Zeit enthält“, und setzte den hegelschen Zeitbegriff „ursprüngliche Zeit“ mit dem Geist gleich, denn Hegel bezeichnet „Geist“ als „den Begriff der Zeit“. Die Logik als die Kategorie dieses Geistes bzw. dessen ewiges Wesen muss dann ihrerseits die Struktur der Zeitlichkeit enthalten.

### Phänomenoetik
In späteren Publikationen bemühte sich Ōhashi in Nachfolge der von Keiji Nishitani entwickelten „Philosophie der Leere“ um eine „Philosophie der Compassion“. „Leere“ und „Compassion“ (sanskrit „karuna“ „Mitgefühl“ bzw. „großes Herz“ von Buddhas und Bodhisattvas, die sich um die Errettung aller Lebewesen bemühen) sind ein mahayana-buddhistisches Grundbegriffspaar. Anstelle des Begriffs der „Phänomenologie“ führt dabei Ōhashi den Ausdruck „Phänomenoetik“ ein, der an den Begriff Noetik anknüpft. Damit meint er hier zunächst die den buddhistischen Sutras zugrunde liegende anfängliche Erfahrung. Ōhashi will damit sagen, dass jedem phänomenologisch formulierten Gedanken eine anfänglich-intuitive Erfahrung zugrunde liegt, so dass seine Bemühung jetzt als „Phänomenoetik der Compassion“ bezeichnet werden kann.

### Zwischen Weg und System
Ōhashis Betrachtungsweise ist polydisziplinär ausgerichtet, dabei vereint er verschiedene Elemente aus den wissenschaftlichen Disziplinen wie der Kunst-, Sprach-, Literaturwissenschaft und der Theologie. Laut Ōhashi ist das markanteste Merkmal der Unterscheidung zwischen europäischem und japanischen Philosophieren die „Differenz zwischen Weg und System“. Das System strebe nach Perfektion, nach Vollendung, wobei sich das Ganze des Systems in jedem einzelnen Teil spiegeln solle. So wie der Weg kenne auch die Natur kein Ende und somit kenne er keine Vollendung. Das fernöstliche Denken ließe sich nach Ōhashi vielleicht am besten als Weg verstehen, und so entwickele sich das Gehen des Weges zur philosophischen, ethischen und religiösen Praxis, die auch als Lebensweg aufgefasst wird. Zugleich ist in diesem Beschreiten ein religiöser Kontext eingebunden, denn das Gehen des Weges sei Religion ohne Gottesbegriff, wie wir dies im Buddhismus, Taoismus oder Shintoismus erlebten.

### Religion und Natur
Unter anderem in der 1999 erschienenen Publikation „Japan im interkulturellen Dialog“ bedient sich Ōhashi spezifischen Erscheinungsformen der japanischen Kultur und verschiedenen Dingen und Begriffen aus dieser, um die Beziehung zwischen Kultur und Natur zu beschreiben. Die zugrundeliegende Methode bzw. Herangehensweise Ōhashis liegt religionsphilosophischen Anschauungen in japanischen Kulturdiskursen inne. Daher ist Ōhashis Philosophie vielfach in der ostasiatischen/ japanischen religiösen Tradition, auf welche er auch immer wieder Bezug nimmt, zu verstehen. Seine Beiträge „Ästhetik des Wassers in Japan“ oder in „Der Wind als Kulturbegriff in Japan“ (beide in dem Band „Japan im interkulturellen Dialog“ wieder abgedruckt) sind als Beispiele anzuführen. Ōhashi sieht die ursprünglich „japanische Religiosität im alttradierten Shintoismus“ und dessen Anschauungen verwurzelt, die anders als die europäische Techné-Kultur, die heute die ganze Welt prägt, eine Kultur des Windes und der Natur sei. Zu der Bedeutung des Windes als Kulturbegriff meint er, dass „die Religion im Osten, vor allem in China und Japan, die Vertiefung bzw. die Verinnerlichung der Natur, somit des Windes“ ist. „Dies bedeutet, dass die Religion hier nicht als Sondergebiet der Kultur, sondern eher als deren Tiefe und Grund verstanden werden soll“.

### Ästhetik
Auf den Gebieten der Philosophie und der Ästhetik (bzw. Japanische Ästhetik), welche er von 2003 bis 2007 an der Universität Osaka lehrte, leisten viele seiner Publikationen, von denen etliche auch in einer europäischen Sprache erschienen sind, einen wichtigen Beitrag zur interkulturell-philosophischen Verständigung. Er geht bei seiner Lehre der Ästhetik von unterschiedlichen ursprünglichen Positionen der Kunst in Japan und Europa aus. Diese wesentlichen Unterschiede liegen vor allem in verschiedenen Entwicklungsabläufen. In Japan fanden sich von Beginn an die Kunst und die Religion in keinem Spannungsverhältnis zueinander. Die Kunst entwickelte sich als „Kunstweg“. Der Terminus „gei“ welchen man mit dem Wort „Kunst“ übersetzen könnte, wird daher nicht als eine kontrapositionistische Sache von Kunst und Religion verstanden. In der europäischen Position sprach man, nach Ōhashi, im modernen Sinne erst in neueren Zeiten über Kunst im Sinne der „Schönen Künste“, was etwas grundsätzlich anderes bedeutet als die älteren europäischen Begriffe für aufgabenspezifisches Know-how (téchne; ars). Ōhashi indiziert die Moderne als ein der Herkunft nach europäisches Wesen aus dem geschichtlichen Kontext heraus, verweist aber auf die Erschütterung des Vertrauens in die neuzeitliche europäische Vernunft vor allem durch die beiden Weltkriege, was aber in der philosophischen Welt noch weiter zurückgeht auf die nachhegelianische Philosophie. Zu diesen Elementen kommt, nach Ōhashi, ein weiteres historisches Element: die zuerst in Japan zustande gekommene asiatische Moderne, durch welche die Stellung Europas als vermeintliches Zentrum der Weltgeschichte in Frage gestellt und relativiert wurde. Die japanische Moderne ist nach Ohashi (wie schon nach dem Eindruck von Karl Löwith aus den 1930er Jahren) zwei-schichtig: Die Oberfläche erscheint stark europäisiert bzw. seit der zweiten Hälfte des 20. Jahrhunderts amerikanisiert, aber der Untergrund ist weiterhin zu einem erheblichen Maß traditionell japanisch. In dieser Grundschicht setze sich eine Symbiose zwischen Kunst und Religion fort, während auf der Oberfläche Kunst und Religion wie im modernen Europa zueinander indifferent stehen. Laut Ōhashi ist das Wissen um diese Zweischichtigkeit wesentlich, um die westliche und japanische Ästhetik in einem interkulturellen Dialog einander anzunähern. Wenn der interkulturelle Dialog auf einem philosophischen Niveau vollzogen wird, so entsteht eine neue Perspektive, in der die europäische und die asiatische Kultur auch im Bereich des Denkens ein neues und kreatives Potential erreichen. Dies hat zur Folge, dass in der vergleichenden Ästhetik die zu vergleichenden „anderen“ Kulturen mehr oder weniger in der „eigenen“ Kultur gefunden werden können, das heißt, dass es darum geht, die eigentümliche Artikulation der Zweischichtigkeit von Eigenwelt und Fremdwelt herauszustellen und zu betrachten. Das kulturelle Andere als das Womit des Vergleichs in der vergleichenden Ästhetik ist dort das Andere in ihr selbst. Aber das Womit der vergleichenden Ästhetik ist das Selbst der Kunstwelt, das uns affiziert, das absolute Fremde, aber als solches sich auf uns übertragende Andere in diesem Selbst.

## Bibliografie

### Bücher

#### In deutscher Sprache
- Ekstase und Gelassenheit. Zu Schelling und Heidegger. (= Münchner Universitäts-Schriften Band 16). Dissertation. Fink, München 1975.
- Zeitlichkeitsanalyse der Hegelschen Logik. Zur Idee einer Phänomenologie des Ortes (= Symposion. Band 72). Habilitation. Verlag Karl Alber, Freiburg i. Br./ München 1984, ISBN 3-495-47550-8.
- Kire. Das „Schöne“ in Japan. Philosophisch-ästhetische Reflexionen zu Geschichte und Moderne. Aus dem Japanischen von Rolf Elberfeld, DuMont Buchverlag, Köln 1994. (2., überarbeitete und ergänzte Auflage. Wilhelm Fink Verlag, Paderborn 2014, ISBN 978-3-7705-5662-5).
- Japan im interkulturellen Dialog. Judicium Verlag, München 1999, ISBN 3-89129-624-X.
- Die „Phänomenologie des Geistes“ als Sinneslehre. Hegel und die Phänomenoetik der Compassion. Verlag Karl Alber, Freiburg i. Br./ München 2009, ISBN 978-3-495-48376-3.
- Naturästhetik interkulturell. (Schriften aus dem Kolleg Friedrich Nietzsche). Verlag der Bauhaus-Universität, Weimar 2011, ISBN 978-3-86068-448-1.
- Schnittpunkte: Essays zum ost-westlichen-Gespräch. Band 1: Dimensionen des Ästhetischen, (libri nigri Band 28), Verlag Traugott Bautz, Nordhausen 2013, ISBN 978-3-88309-859-3.
- Schnittpunkte: Essays zum ost-westlichen-Gespräch. Band 2: Deutsch-Japanische Denkwege, (libri nigri Band 29), Verlag Traugott Bautz, Nordhausen 2014, ISBN 978-3-88309-885-2.
- Phänomenologie der Compassion. Pathos des Mitseins mit den Anderen. Verlag Karl Alber, Freiburg i. Br./ München 2018, ISBN 978-3-495-48947-5.
- Der Philosophenweg in Kyōto. Eine Entdeckungsreise durch die japanische Ästhetik. Verlag Karl Alber, Freiburg i. Br./ München 2019, ISBN 978-3-495-49011-2.
- Der deutsche Idealismus und die Kyoto-Schule. Wechselseitige Erhellungen über Geschichte, Natur, Kunst, Recht, Wissen und Religion. Verlag Karl Alber, Freiburg i. Br./ München 2025, ISBN 978-3-495-99173-2.

#### In japanischer Sprache
- 放下・瞬間・場所――シェリングとハイデッガー (Hōka - Shunkan - Basho. Schelling to Heidegger), Tōkyō: Shōbunsha 1975 (Japanische Fassung der Dissertation: Ekstase und Gelassenheit. Zu Schelling und Heidegger).
- ヘーゲル論理学と時間性――「場所」の現象学へ (Hegel Ronrigaku to Jikansei. 'Basho' no genshōgaku e), Tōkyō: Shōbunsha 1983 (Japanische Fassung der Habilitationsschrift: Zeitlichkeitsanalyse der Hegelschen Logik. Zur Idee einer Phänomenologie des Ortes).
- 時はいつ美となるか (Toki wa itsu migoto naru ka? - Wie zeitigt sich das Schöne?), Tōkyō: Chuōkōronshinsha 1984.
- 「切れ」の構造――日本美と現代世界 (‚Kire‘ no kōzō - Nihonbi to gendai sekai), Tōkyō: Chuōkōronshinsha 1986 (deutsche Übersetzung 1994 und 2014 unter dem Titel Kire. Das „Schöne“ in Japan. Philosophisch-ästhetische Reflexionen zu Geschichte und Moderne, s.o.).
- 日本的なもの、ヨーロッパ的なもの (Nihontekinamono, Yoroppatekinamono - Japanisches und Europäisches), Tōkyō: Shinchōsha 1992 (Neuausgabe bei Kōdansha, Tōkyō 2009).
- 絶対者のゆくえ――ドイツ観念論と現代世界 (Zettaisho no yukue. Doitsu kannenron to gendai sekai - Wohin ist das Absolute gegangen? Der deutsche Idealismus und die moderne Welt), Kyōto: Minerva 1993.
- 西田哲学の世界――あるいは哲学の転回 (Nishida tetsugaku no sekai. Aruiwa tetsugako no tenkai - Die Welt der Philosophie Nishidas, oder eine Wende der Philosophie), Tōkyō: Chikumashobo 1995.
- 悲の現象論・序説――日本哲学の六テーゼより (Hi no genshoron. Josetsu - Nihon tetsugaku no roku tese yori - Propädeutik zur Phänomenoetik der Compassion. Sechs Thesen zur japanischen Philosophie), Tōkyō: Shōbunsha 1998.
- 内なる異国 外なる日本――加速するインターカルチャー世界 (Uchinaru ikoku, sokanaru Nihon. Kasoku suru interculture-sekai - Einheimisch werdendes Ausland, ausländisch werdendes Japan. Zur Beschleunigung der interkulturellen Welt), Kyōto: Jimbun-shoin 1999.
- 京都学派と日本海軍――新史料「大島メモ」をめぐって (Kyōto gakuha to Nihon Kaigun - shin shiryō 'Ōshima memo' wo megutte -- Die Kyōto-Schule und die japanische Marine - zu den neu entdeckten Materialien 'Die Aufzeichnungen Ōshimas'), Kyōto: PHP Institute 2001.
- 聞くこととしての歴史――歴史の感性とその構造 (Kiku koto to shite no rekishi: Rekishi no kansei to sono kōzō - Geschichte als Gehörtes. Zur Struktur des historischen Sinns), Nagoya: Nagoya Daigaku Shuppankai 2005.
- 美のゆくえ――阪大講義プロトコル。カント／ヘーゲル／アドルノ／ハイデッガー (Bi no yukue. Handai kōgi protocol. Kant, Hegel, Adorno, Heidegger - Wohin ist das Schönen gegangen? Vorlesungen an der Universität Osaka. Kant, Hegel, Adorno, Heidegger), Kyōto: Tōeisha 2007.
- 感性の精神現象学――ヘーゲルと悲の現象論 (Kansei no seishin genshōgaku - Hegel to hi no genshoron), Tōkyō: Shōbunsha 2009 (Japanische Fassung des im selben Jahr auch auf Deutsch publizierten Buches "Die „Phänomenologie des Geistes“ als Sinneslehre. Hegel und die Phänomenoetik der Compassion", s. o.).
- (Ōhashi Ryōsuke & Sano Tamao) 花信のこころ――花と禅 (Kashin no kokoro: Hana to zen - Das Herz des Blumen-Berichtes. Blumen und Zen), Kyōto: Shōwadō 2009.
- 西田幾多郎――本当の日本はこれからと存じます (Nishida Kitarō: Hontō no Nihon wa kore kara to sonjimasu - Nishida Kitaro: Wird Japan ihn endlich ernsthaft bedenken?), Kyōto: Minerva 2013.
- 共生のパトス――コンパシオーン（悲）の現象学 (Kyōsei no pathos: conpassion (hi) no genshōgaku - Pathos des Miteinander. Phänomenologie der Compassion (karuma)), Tōkyō: Kobushi shobō 2018. (Deutsche Ausgabe 2019: Phänomenologie der Compassion. Pathos des Mitseins mit den Anderen, s. o.)
- 京都「哲学の道」を歩く (Kyōto 'Tetsugaku no michi' wo aruku), Yamashina: Fumiyashuei 2018; 2., erweiterte Auflage 2019 (Deutsche Ausgabe 2019: Der Philosophenweg in Kyōto. Eine Entdeckungsreise durch die japanische Ästhetik, s. o.).
- 〈芸道〉の生成: 世阿弥と利休 (‚Geidō‘ no seisei. Zeami to Rikyū - Die Entstehung des japanischen ‚Kunstwegs‘: Zeami und Rikyū), Tōkyō: Kōdansha 2021.

### Herausgeber

#### In deutscher Sprache
- Die Philosophie der Kyoto-Schule. Texte und Einführung. Verlag Karl Alber Freiburg i.Br/ München 1990. (2., erweiterte Auflage. mit neuer Einführung, 2011, ISBN 978-3-495-48316-9)
- mit Alfred Denker, Shunsuke Kadowaki, Georg Stenger und Holger Zaborowski: Heidegger und das ostasiatische Denken. (= Heidegger-Jahrbuch. Band 7). Verlag Karl Alber, Freiburg i. Br./ München 2013, ISBN 978-3-495-45707-8.
- mit Martin Roussel: Buchstaben der Welt – Welt der Buchstaben. Wilhelm Fink Verlag, Paderborn 2014, ISBN 978-3-7705-5609-0.

#### In japanischer Sprache
- 西田哲学――新資料と研究への手引き (Nishida tetsugaku: Shin shiryō to kenkyū he no tebiki - Einführung in die neuere Forschung zur Philosophie Nishidas), Kyōto: Minerva 1987.
- 文化の翻訳可能性 (Bunka no honyaku-kanōsei - Übersetzbarkeit der Kultur), Kyōto: Jimbun-shoin 1993.
- 総説・ドイツ観念論と現代 (Seisetu - Doitsu kannenron to gendai - Der deutsche Idealismus und die Moderne), Kyōto: Minerva 1993.
- ハイデッガーを学ぶ人のために (Heidegger wo gakubujin no tame ni - Für Heidegger-Studierende), Kyōto: Sekaishisosha 1994.
- 文化における〈自然〉――日独文化研究所シンポジウム (Bunka ni okeru ‚shizen‘. Nihon bunka kenkyūjō Symposium - ‚Natur‘ in der Kultur. Symposium des Japanischen Kulturforschungszentrums Nichibunken), hrsg. mit Ashitsu Takeo und Kimura Bin, Kyōto: Jimbun-shoin 1996 (2. Aufl. 2006).
- 西田哲学選集 (Nishida tetsugaku senshū - Nishida. Ausgewählte philosophische Schriften) 7 Bände, hrsg. v. Ueda Shizuteru in Zusammenarbeit mit Ōhashi Ryōsuke und Noe Keiichi, Tōkyō: Toeisha. darin Bd. 1: 西田幾多郎による西田哲学入門 (Nishida Kitarō ni yoru Nishida tetsugaku ningen - Der Mensch der Nishida-Philosophie nach Nishida Kitarō; hrsg. u. kommentiert von Ōhashi Ryōsuke) und Bd. 4: 「現象学」論文集 (‚Genshōgaku‘ rombunshū - ‚Phänomenologie‘. Gesammelte Aufsätze), hrsg. u. kommentiert von Ōhashi Ryōsuke.
- 〈哲学〉――〈知〉の新たな展開 (‚Tetsugaku‘ - ‚chi‘ no aratana tenkai - Die neuere Entwicklung der ‚Philosophie‘ und der ‚Weisheit‘), Kyōto: Minerva 1999.
- 生命の文化論――日独文化研究所シンポジウム (Seimei no bunkaron. Nihon bunka kenkyūjō Symposium - Kulturwissenschaft des Lebens. Symposium des Japanischen Kulturforschungszentrums Nichibunken), hrsg. mit Ashitsu Takeo und Kimura Bin, Kyōto: Jimbun-shoin 2003.
- 京都学派の思想――種々の像と思想のポテンシャル (Kyōto gakuha no shisō: Shuju no shisō no potential - Das Denken der Kyoto-Schule: Potentiale eines Denkens der Vielfalt), Kyōto: Jimbun-shoin 2004.
- ドイツ観念論を学ぶ人のために (Doitsu Kannenron wo gakubujin no tame ni - Für Studierende des Deutschen Idealismus), Kyōto: Sekaishisosha 2006.
- 学問の小径――社会学・哲学・文学の世界 (Gakumon no shōkei. Shakaigaku, Tetsugaku, Bungaku no sekai – Die schmalen Pfade des Studiums. Die Welt der Sozialwissenschaften, der Philosophie und der Literaturwissenschaften), hrsg. mit Takahashi Saburō und Takahashi Yoshinori, Kyōto: Sekaishisosha 2006.
- 文化における〈歴史〉――日独文化研究所シンポジウム (Bunka ni okeru ‚rekishi‘. Nihon bunka kenkyūjō Symposium - Die ‚Geschichte‘ in der Kultur. Symposium des Japanischen Kulturforschungszentrums Nichibunken), hrsg. mit Ashitsu Takeo, Kimura Bin und Takahashi Yoshito, Kyōto: Jimbun-shoin 2006.
- 文化における〈時間〉――日独文化研究所シンポジウム (Bunka ni okeru ‚jikan‘. Nihon bunka kenkyūjō Symposium - Die ‚Zeit‘ in der Kultur. Symposium des Japanischen Kulturforschungszentrums Nichibunken), hrsg. mit Kimura Bin, Takahashi Yoshito und Tani Toru, Kyōto: Jimbun-shoin 2010.

### Aufsätze in europäischen Sprachen ab 2010
- Das Halbe als Überschuss. Japanische Hermetik in ihrer Nähe und Ferne zu Rombach. In: Helga Blaschek-Hahn, Hans Rainer Sepp (Hrsg.): Heinrich Rombach. Strukturontologie – Bildphilosophie – Hermetik (= Orbis Phaenomenologicus Perspektiven. N.F., Band 2), Verlag Königshausen & Neumann, Würzburg 2010, ISBN 978-3-8260-4055-9, S. 221–235.
- Inwieweit ist der „Wind“ ein Morphom? Eine Figurationsdynamik der Kultur in Japan. In: Günter Blamberger, Dietrich Boschung (Hrsg.): Morphomata. Kulturelle Figurationen: Genese, Dynamik und Medialität. (= Morphomata. Band 1), Wilhelm Fink, Paderborn 2011, ISBN 978-3-7705-5148-4, S. 287–306.
- Der philosophiegeschichtliche Ort der Philosophie Nishidas. In: Allgemeine Zeitschrift für Philosophie 36 (2011) Heft 3, S. 263–280.
- Vers la profondeur du sensible: La phénoménologie de l’esprit de Hegel et la compassion du Buddhisme du grand véhicule. In: Revue Philosophique de la France et de l’Etranger. No. 3 Julliet-Septembre 2011, S. 365–385.
- Der erfüllte Augenblick. Die Zeitlehre des Zen-Meisters Dôgen. In: Der Blaue Reiter. No. 31, 2011, S. 42–47.
- Die Naturschönheit als Schein. In: Christian Tewes, Klaus Vieweg (Hrsg.): Natur und Geist. Über ihre evolutionäre Verhältnisbestimmung, Oldenbourg Akademieverlag, Berlin 2011, ISBN 978-3-05-005176-5, S. 311–322.
- Also lachte Zarathustra. In: Claudia Wirsing (Hrsg.): Auf Nietzsches Balkon. Philosophische Beiträge aus der Villa Silberblick. Band II, Verlag der Bauhaus-Universität, Weimar 2012, ISBN 978-3-86068-468-9, S. 14–25.
- Der Ungrund und die Leere. In: Julian Nida-Rümelin, Elif Özmen (Hrsg.): Welt der Gründe. F. Meiner Verlag, Hamburg 2012, ISBN 978-3-7873-2269-5, S. 1081–1093.
- The Concept of Time According to Zen Master Dôgen: „A Pine Tree Is Also Time, A Bamboo Is Also Time.“ In: Figurations of Time in Asia. (= Morphomata. Band 4), Wilhelm Fink Verlag, Paderborn 2012, ISBN 978-3-7705-5447-8, S. 148–156.
- Wie sich die Entsagung mit dem Mut verbinden kann. Erdbeben und die japanische Mentalität. Eine kulturhistorisch-philosophische Betrachtung. In: Franziska Ehmcke, Chantal Weber, Antje Lemberg (Hrsg.): Japan immer wieder neu gesehen. Perspektiven der Japanforschung an der Universität zu Köln, Lit Verlag, Berlin 2013, ISBN 978-3-643-12057-1, S. 21–34.
- Überlegungen zu östlichen und westlichen Zeitvorstellungen und Zeiterfahrungen in Philosophie und Malerei. In: Thierry Greub (Hrsg.): Das Bild der Jahreszeiten im Wandel der Kulturen und Zeiten. (= Morphomata. Band 7), Wilhelm Fink Verlag, Paderborn 2013, ISBN 978-3-7705-5527-7, S. 143–160.
- Vorwort. und Frage nach dem „Weltbild“ und den „Weltbildern.“ In: Heidegger und das ostasiatische Denken. (= Heidegger-Jahrbuch. Band 7), Verlag Karl Alber, Freiburg i. Br./ München 2013, ISBN 978-3-495-45707-8, S. 9–18, 59–74.
- Ein Tieferes vom Tod – zu Mishimas Seppuku. In: Günter Blamberger, Sebastian Goth (Hrsg.): Ökonomie des Opfers. Literatur im Zeichen des Suizids. (= Morphomata. Band 14), Wilhelm Fink Verlag, Paderborn 2013, ISBN 978-3-7705-5611-3, S. 359–375.
- Das Problem des „Bösen“ in der Philosophie Nishidas. In: Rolf Elberfeld, Yôko Arisaka (Hrsg.): Kitarô Nishida in der Philosophie des 20. Jahrhunderts. Mit Texten Nishidas in deutscher Übersetzung, Karl Alber Verlag, Freiburg i. Br./ München 2014, ISBN 978-3-495-48609-2, S. 61–73.
- Self and Person in a Non-anthropological View. In: IHS Newsletter. Institute for Advanced Studies in Humanities and Social Science. National Taiwan University, Vol. 9, 1. Periode, Spring 2014, S. 1–9.
- Eine/Die andere Metaphysik im interkulturellen Denkhorizont, in: Markus Gabriel, Wolfram Hogrebe, Andreas Speer (Hrsg.), Das neue Bedürfnis nach Metaphysik / The New Desire for Metaphysics, de Gruyter, Berlin 2015.
- Hegels Anfang der ‘Seinslogik’: zwischen ‘Sein und Nichts’, in: Claudia Bickmann (Hrsg.): Hegels Philosophie des Geistes. Beiträgen zur Philosophie zwischen endlichem und absolutem Denken (Weltphilosophien im Gespräch, Bd. 14), Traugott Bautz, Nordhausen 2016, S. 43–62.
- Ja und Nein zur Frage: Gibt es in der Philosophie „West“ und „Ost“? Deutsch-japanische Denkwege im Rück- und Ausblick, in: Michael Qante (Hrsg.), Geschichte - Gesellschaft - Geltung. XXIII. Deutscher Kongress für Philosophie. Bd. 1, Felix Meiner, Hamburg 2017, S. 202–219.
- Das Solo-Kabarett „Alle drei Seiten erleiden den Verlust eines Ryô“. Zur japanischen Ethik zwischen Tradition und Moderne, in: Seefahrten des Denkens. Dietmar Koch zum 60. Geburtstag, hrsg. von Alina Noveanu, Julia Pfefferkorn und Antonino Spinelli, Narr Francke Attempto, Tübingen 2017, S. 309–318.
- Bildkunst und Kunstbild. Befinden wir uns im Zeitalter des „Weltbildes“ oder der „Weltbilder“?, in: Sergej Seitz, Anke Graneß, Georg Stenger (Hrsg.), Facetten gegenwärtiger Bildtheorie. Interkulturelle und interdisziplinäre Perspektiven (Reihe Interkulturelle Philosophie), Springer, Wiesbaden 2018, S. 231–243.
- Anti-Nature in Nature Itself, European Journal of Japanese Philosophy 5 (2020), S. 145–162.
- Die Logik des Absoluten und die Logik des Leeren – oder die Durchsichtigkeit bei Hegel und das soku bei Nishitani, Hegel-Studien 56 (2022), S. 117–131.
- The deep layers of responsibility, or anti-nature in nature, in: Environmental Philosophy and East Asia. Nature, Time, Responsibility. hrsg. v. Hiroshi Abe, Matthias Fritsch, Mario Wenning, Routledge 2022, DOI: 10.4324/9781003217305-14.

### Ästhetisch-philosophische Essays
- A Small Fish Swallows a Large Fish. In: The Eastern Buddhist. Band 25, No.1 New Series, Spring 1992. In Memoriam Nishitani Keiji 1900–1990. S. 101.
- Zum japanischen Kunstweg, in: Das Erbe der Bilder. Kunst und moderne Meiden in den Kulturen der Welt, hrsg. v. Hans Belting und Lydia Haustein, München 1998, S. 149–162.
- Kire and Iki. In: Michael Kelly (Hrsg.): Encyclopedia of Aesthetics. Vol. 2, Oxford 1998, S. 553–555.
- Japanisches Denken in Tradition und Moderne. In: Clemens Kauffmann (Hrsg.): Risutora. (= Schriftenreihe der Universität Regensburg. Band 27). Universitätsverlag Regensburg, 2001, S. 95–106.
- Philosophie und Naturwissenschaften im Dialog. In: Veröffentlichungen des Japanisch-Deutschen Zentrums Berlin. Band 48: 7. Symposium aus der Reihe „Der Osten – Der Westen“: Was soll der Mensch wissen? Ethik im Zeitalter der Technologie. 25.–26. Oktober 2001, S. 11–15.
- Der Weg der Kunstwerke. Humboldt-Forum, wozu? In: Der Tagesspiegel. 14. September 2008, S. 25.

### Übersetzungen

#### Japanisch - deutsch
Hoseki Shinichi Hisamatsu: Die fünf Stände von Zen-Meister Tosan Ryokai: Strukturanalyse des Erwachens, übersetzt und herausgegeben von Ryosuke Ohashi und Hans Brockard, Neske, Pfullingen 1980.
Dôgen: Shōbōgenzō. Ausgewählte Schriften. Anders Philosophieren aus dem Zen. Zweisprachige Ausgabe. Übersetzt und erläutert von Ryōsuke Ōhashi und Rolf Elberfeld, Keio University Press, Tokyo/ frommann-holzboog, Stuttgart/ Bad Cannstatt 2006. (Izutsu Bibliothek der Orientalischen Philosophie Band 3). ISBN 3-7728-2390-4.
Zeami: Blumenspiegel. Ein Grundlagentext Zur Praxis und Ästhetik des Japanischen Nō-Theaters. Zweisprachige Ausgabe. Übersetzt, philosophisch erläutert und herausgegeben von Ryōsuke Ōhashi, Rolf Elberfeld und Leon Krings, Brill | Fink, Paderborn 2023.

#### Deutsch - japanisch
オットー・ペゲラー, ハイデッガーの根本問題 (Otto Pöggeler: Haidegga no konpon mondai) = Otto Pöggeler, Der Denkweg Martin Heideggers. Übersetzung ins Japanische von Ōhashi Ryōsuke und Mizoguchi Kōhei, Tōkyō: Kōyō Shobō 1979.
マルティン ハイデッガー, 哲学への寄与論稿 (Martin Heidegger, Tetsugaku e no kiyoronkō) = Martin Heidegger: Beiträge zur Philosophie. Vom Ereignis, Übersetzung ins Japanische von Ōhashi Ryōsuke und Akitomi Katsuya, Band 65 der japanischen Heidegger-Gesamtausgabe ハイデッガー全集 (Haideggā zenshū), Tōkyō: Shōbunsha 2005.
マルティン ハイデッガー, ゼミナーレ (Martin Heidegger, Seminare) = Martin Heidegger, Seminare (1951–1973), Übersetzung ins Japanische von Ōhashi Ryōsuke und Matsumaru Hisao, Band 15 der japanischen Heidegger-Gesamtausgabe ハイデッガー全集 (Haideggā zenshū), Tōkyō:Tōkyō Daigaku Shuppankai (University of Tokyo Press) 2021.